# Хейне, Вита
Вита Хейне (латыш. Vita Heine, род. 21 ноября 1984, Рига) — латвийская, а затем норвежская шоссейная велогонщица.

## Карьера
Вита Хайне родилась в Риге, она начала заниматься велоспортом в 28 лет и изначально выступала за Латвию. Трижды стала призёром чемпионата Латвии в индивидуальной гонке. До 2017 года она продолжала работать неполный рабочий день в сфере актуарных наук в компании Tryg Forsikring. Обычно ей приходилось оплачивать поездки на стажировки или гонки из собственного кармана, и вместо того, чтобы останавливаться в отелях, она спала в автодоме. В 2013 году приняла участие на чемпионат мира.
1 июля 2014 года получила норвежское гражданство и стала выступать за Норвегию. В 2016 году была включена в состав сборной Норвегии для участия в летних Олимпийских играх в Рио-де-Жанейро. На Играх она сначала выступила в групповой гонке заняв 33-е место, а через три дня в индивидуальной гонке заняла последнее 25-е место. Несколько раз стала чемпионкой Норвегии в групповой и индивидуальной гонках. В составе сборной Норвегии выступила на нескольких чемпионатах мира, включая домашний 2017 года и Европы.
С 1 сентября 2014 и до конца сезона 2020 года выступала за норвежскую команду Team Hitec Products. С 2021 года выступает за испанскую Massi-Tactic.

## Достижения
2011
3-й на Чемпионат Латвии — индивидуальная гонка
2013
2-й на Чемпионат Латвии — индивидуальная гонка
2014
2-й на Чемпионат Латвии — индивидуальная гонка
2016
 Чемпионка Норвегии — групповая гонка
 Чемпионка Норвегии — индивидуальная гонка
4.NEA
1-й в генеральной классификации
1-й и 3-й этапы
KZN Summer Series, Queen Nandi Challenge
KZN Summer Series, Queen Sibiya Classic
2017
 Чемпионка Норвегии — групповая гонка
 Чемпионка Норвегии — индивидуальная гонка
2-й на 94.7 Сайл Челлендж
2018
 Чемпионка Норвегии — групповая гонка
2019
 Чемпионка Норвегии — индивидуальная гонка
3-й этап на Тур Тюрингии
Женский Тур — На приз Чешской Швейцарии
1-й в генеральной классификации
3-й этап (ITT)
Хроно Шампенуа
2-й на Хроно Наций
3-й на Тур Уппсалы
4-й на Чемпионат Европы — групповая гонка
2020
2-й на Чемпионат Норвегии — индивидуальная гонка

### Статистика выступления наГранд-турах
| Гонка / Год     | 2019           | 2020 | 2021 |
| --------------- | -------------- | ---- | ---- |
| Ла Вуэльта Фамм | не проводилась | 14   | 70   |

## Рейтинги
| Год                 | 2011  | 2012 | 2013  | 2014  | 2015 | 2016 | 2017 | 2018  | 2019  | 2020  | 2021  | 2022 | 2023   |
| ------------------- | ----- | ---- | ----- | ----- | ---- | ---- | ---- | ----- | ----- | ----- | ----- | ---- | ------ |
| Мировой рейтинг UCI | 387-й | -    | 422-й | 231-й | -    | 87-й | 65-й | 80-й  | 45-й  | 118-й | 135-й | -    | 1184-й |
| Мировой тур UCI     |       |      |       |       |      | -    | 95-й | 232-й | 103-й | 97-й  | 152-й | -    | -      |
|                     |       |      |       |       |      |      |      |       |       |       |       |      |        |
| Источник: UCI       |       |      |       |       |      |      |      |       |       |       |       |      |        |